# Jerzy Becela
Jerzy Becela (ur. 22 marca 1947 w Rudzie Śląskiej – Kochłowicach) – polski artysta-plastyk zajmujący się szkłem artystycznym, grafiką i malarstwem.

## Życiorys
Studiował na Wydziale Ceramiki i Szkła PWSSP we Wrocławiu. W 1974 uzyskał dyplom w pracowni profesora Ludwika Kiczury. Pracuje jako samodzielny projektant w dziedzinie szkła artystycznego, zajmuje się również grafiką i malarstwem. Prezentował swoją twórczość na licznych wystawach indywidualnych i zbiorowych w kraju i za granicą. Jest laureatem nagród i wyróżnień w konkursach krajowych. Jego prace znajdują się w zbiorach Muzeum Śląskiego w Katowicach, Muzeum Miejskiego w Rudzie Śląskiej, Muzeum w Sosnowcu, Muzeum Zamkowego w Książu i w prywatnych kolekcjach. Był stypendystą Ministerstwa Kultury w roku 2000. W 2006 r. artysta wkomponował tzw. „Cegłę Janoscha” w szklaną rzeźbę w kształcie walizki. W roku 2007 brał udział w akcji „Krzesła do Nauki”. Jest członkiem Związku Polskich Artystów Plastyków od 1982 r. W 2007 r. Becela wkomponował Cegłę Janoscha w szklaną rzeźbę przypominającą krajobraz śląskich kamienic i hałd.

## Przykładowa praca

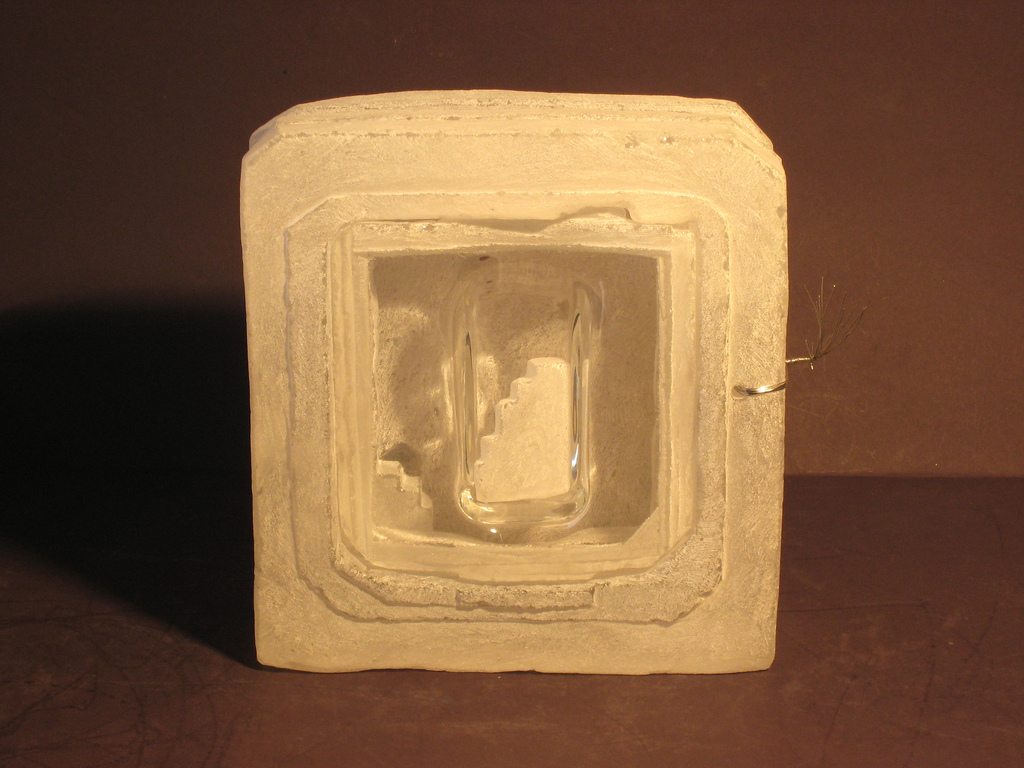

Przykładowa praca Beceli została odlana ze szkła ołowiowego w piecu ceramicznym i poddana obróbce za pomocą piły diamentowej zwanej popularnie „kątówką”. Ma wymiary 27 × 27 cm x 6 cm i masę około 5 kg.

## Wystawy
- 1986 – Galeria Vena w Warszawie
- 1987 – Spira w Niemczech
- 1987 – Ludwigshafen am Rhein w Niemczech
- 1988 – Triennale Rysunku we Wrocławiu
- 1989 – Wystawa „Rysunek” w Centrum Sztuki Zamku Ujazdowskiego w Warszawie
- 1991, 1992, 1995 – Wystawy w konkursie „Dzieło Roku” ZPAP w Katowicach
- 1992 – Muzeum Śląskie w Katowicach
- 1994 – Langenfeld w Niemczech
- 1995 – „Schloss” Kleinniedesheim w Niemczech
- 1995 – Galeria „Obok” w Tychach[8]
- 2001 – Galeria Design we Wrocławiu
- 2001 – Galeria „Na żywo” Radia Katowice
- 2003 – Drugi Międzynarodowy Konkurs Rysunku[9]
- 2004 – Wystawa „Europa Schule” – Karlsruhe w Niemczech
- 2005 – Galeria Sztuki Współczesnej „Elektrownia” w Czeladzi[10]
- 2005 – Wystawa „Dni Europejskie”[11] w Karlsruhe
- 2006 – Wystawa „Wymiary nadziei” w Muzeum Śląskim w Katowicach[12]
- 2006 – Wernisaż „3xB” w Miejskim Centrum Kultury w Polanicy Zdroju[13]
- 2007 – Galeria „Obok” w Tychach[14]
- 2007 – Wystawa „Villa Wieser” – Herxheim bei Landau/Pfalz w Niemczech

## Nagrody
- 1978 – „Polskie Szkło Użytkowe” – nagroda za najlepszy debiut
- 1986 – „Polskie Szkło Użytkowe”- II nagroda
- 1989 – III nagroda Ogólnopolskiego Biennale Sztuki Użytkowej
- 1992 – I Nagroda konkursu ZPAP w Katowicach „Dzieło Roku '91"
- 1993 – II Nagroda konkursu ZPAP w Katowicach „Dzieło Roku '92"
- 1996 – Wyróżnienie w Konkursie ZPAP w Katowicach „Dzieło Roku '95"
- 2000 – Stypendium Ministra Kultury
- 2005 – Nagroda w konkursie ZPAP w Katowicach „Dzieło Roku” w kategorii rzeźby
- 2008 – Nagroda w konkursie ZPAP w Katowicach „Praca Roku 2007”